# Be-bop (danse)
Pour les articles homonymes, voir Bebop (homonymie).
Le be-bop, ou "bop", est une danse de jazz en couple née dans les caves de Saint-Germain-des-Prés à Paris après la Libération entre 1945/46.
À cette époque, jeunes et artistes (Jacques Prévert, Roger Vadim, Roger Vailland...) se donnent rendez-vous dans de modestes bistros à Saint-Germain-des-Prés pour faire la fête afin d'oublier les horreurs de la Seconde Guerre mondiale. Les danseurs sont surnommés les « rats de cave », d'après une troupe formée par Jano Merry, et s'exécutent sur du swing, du boogie, du jazz Nouvelle-Orléans et du jazz traditionnel (Sidney Bechet, Claude Luter...). Leur danse issue du swing et du boogie sera baptisée be-bop.

## Les Caves de Saint-Germain-des-Prés où tout a commencé...
- Le Caveau des lorientais, une boîte ouverte dans le sous-sol de l'hôtel des Carmes, rue des Carmes.
- Le Tabou, un bistrot au 32/33 rue Dauphine inauguré le 11 avril 1947. Les Grrr, groupe formé par Boris Vian et ses frères s'y produisent et l'endroit est fréquenté par l'existentialiste Jean-Paul Sartre et Simone de Beauvoir, Yves Montand et Simone Signoret, Jean-Louis Barrault et Madeleine Renaud, Juliette Gréco, Anne-Marie Cazalis, Alexandre Astruc...
- Le Club Saint-Germain qui voit défiler les plus grands musiciens de l'époque : Charlie Parker, Kenny Clarke, Count Basie, Erroll Garner, Duke Ellington. Boris Vian y lance le bebop, révélé à Paris en février 1948, lors du fameux concert donné salle Pleyel par Dizzy Gillespie.
- Le Vieux Colombier où se produit Sidney Bechet et fréquenté par Raymond Queneau, Giacometti, Albert Camus, Jean-Paul Sartre...
- Le Blue Note, etc.

En 1948 eut lieu le 1er championnat du monde de Be-bop au Coliséum.

## Be-Bop et Rock'n'Roll
En juin 1954 les producteurs du film Graine de violence sont venus trouver la troupe des Jit Bops au Vieux Colombier pour une projection privée du film et la découverte de cette nouvelle musique venue d’Amérique, le rock 'n' roll de Bill Haley et ses Comets.

Le soir même la presse était convoquée au Vieux Colombier annonçant les Jit Bops dans un numéro de rock 'n' roll, qui en fait dansaient leur be-bop habituel. 

Il y avait Juliette Gréco, Eddie Constantine et d’autres artistes..., tout le monde est sorti danser.

Après 1954, le championnat du monde de be-bop qui se déroulait à Lyon a continué tous les ans mais il a pris le nom de Championnat du monde de... rock 'n' roll.
La danse se caractérise par un style corporel arrondi, coulé, des figures ou passes arrondies dans les trajectoires des 2 danseurs, une grande liberté de mouvements, beaucoup d'élégance ; il y a des "figures" communes que l'on retrouve chez la plupart des danseurs mais chaque professeur crée ses propres figures et les baptise librement : le Be-Bop est donc une danse difficile à qualifier tout comme le courant musical Be-Bop qui était un mélange extravagant de sonorité Jazz, Blues et Swing.

## Les différents courants
Dans le Sud-est de la France, le style est plus fluide, près du sol, plus glissé.
Les fantaisies que l'on voit de plus en plus apparaître dans la danse (fentes, jetés, brossés..) sont autant de variantes qui signent des évolutions locales de la danse. À Paris le Be bop se danse de façon plus enlevée, plus "remuante".
Il  y a  différents courants stylistique de be-bop dont trois essentiels :
- 1°) Parisien (celui de St-Germain est le plus connu),
- 2°) Marseillais (Le Bop ou Be-bop jazz) se danse sur 6 temps, de façon très coulée, sur tempo plutôt rapide, avec des pas simplifiés pour le cavalier (4 pas: 1-2-3 - 5), et 8 pas (1-2-3&4-5&6) pour la danseuse, qui, avec des pas plus "glissés" peut réaliser les déplacements rapides que la danse exige.
- 3°) Lyon le style le plus spectaculaire en jeux de jambe avec une influence de Boogie. Il se danse sur la base du 6 temps dit 3-3-2 combiné avec le 10 temps sur des tempos très rapides jusqu'à  72 MPM ou 144 BPM et se danse principalement sur le new-orleans rivavel.